# Virgo (1902)
Virgo – szwedzki torpedowiec z początku XX wieku, jedna z 12 zbudowanych jednostek typu Komet. Okręt został zwodowany 9 września 1902 roku w krajowej stoczni Örlogsvarvet w Karlskronie i w tym samym roku wcielono go do służby w Svenska marinen. W 1921 roku okręt został przeklasyfikowany na patrolowiec i oznaczony Vedettbåt n:r 33. Jednostka została skreślona z listy floty w grudniu 1941 roku.

## Projekt i budowa
Torpedowce 1. klasy typu Komet były projektem niemieckiej stoczni Schichau w Elblągu, gdzie powstał prototypowy „Komet” . „Virgo” został zbudowany w krajowej stoczni Örlogsvarvet w Karlskronie (numer stoczniowy 276) . Stępkę okrętu położono w 1901 roku, a zwodowany został 9 września 1902 roku .

## Dane taktyczno–techniczne
Okręt był torpedowcem o długości całkowitej 39,8 metra (39 metrów na wodnicy), szerokości całkowitej 4,8 metra i zanurzeniu 2,5 metra . Wyporność normalna wynosiła 92 tony, a pełna 120 ton . Okręt napędzany był przez pionową maszynę parową o mocy 1300 KM, do której parę dostarczał jeden kocioł . Maksymalna prędkość napędzanej jedną śrubą jednostki wynosiła 23 węzły . Okręt zabierał 17 ton węgla .
Uzbrojenie artyleryjskie jednostki składało się z dwóch pojedynczych dział kalibru 37 mm K/39 M98 L/37 . Okręt wyposażony był w dwie pojedyncze wyrzutnie torped kalibru 381 mm: jedną stałą na dziobie i obracalną na pokładzie .
Załoga okrętu składała się z 18 oficerów, podoficerów i marynarzy .

## Służba
„Virgo” został wcielony do służby w Svenska marinen w 1902 roku . W 1921 roku okręt został przeklasyfikowany na patrolowiec, w związku z czym zdemontowano wyrzutnie torpedowe i wyposażono w trał mechaniczny . Jednostka straciła wówczas nazwę i pływała pod oznaczeniem Vedettbåt n:r 33 (numer burtowy V33) . Okręt został wycofany ze służby 30 grudnia 1941 roku.